# Plateosaurus
Plateosaurus (có thể có nghĩa là "thằn lằn rộng", thường bị dịch sai là "thằn lằn dẹt") là một chi khủng long trong họ Plateosauridae sống vào thời kỳ cuối kỷ Tam Điệp, khoảng 214 đến 204 triệu năm trước đây, tại nơi bây giờ là Trung và Bắc Âu. Plateosaurus là chi cơ sở (thời kỳ đầu) của phân bộ Sauropodomorpha, một phần của một nhóm được gọi là "prosauropoda". Đến năm 2011, có hai loài đã được ghi nhận: loài điển hình P. engelhardti xuất hiện từ phân đoạn Norian cuối và Rhaetian và loài xuất hiện sớm hơn P. gracilis, có mặt trên trái đấy từ phân đoạn hạ Norian. Tuy nhiên, những loài khác đã được đặt tên trong quá khứ, và không nhận được sự đồng thuận rộng rãi về việc phân loại các loài khủng long Plateosauridae. Tương tự như vậy, cũng có rất nhiều từ đồng nghĩa (tên không hợp lệ bị trùng lặp) chỉ được xếp ở cấp độ chi.
Được phát hiện lần đầu vào năm 1834 bởi Johann Friedrich Engelhardt và được mô tả ba năm sau đó bởi nhà cổ sinh vật học Hermann von Meyer dưới cái tên Plateosaurus engelhardti. Như vậy Plateosaurus là chi khủng long thứ năm được mô tả ra công chúng. Mặc dù nó đã được mô tả trước khi Richard Owen chính thức đặt ra cái tên Dinosauria vào năm 1842, đây không phải là một trong ba chi được Owen dùng để xác định nhóm, bởi vì vào thời điểm đó, nó ít nổi tiếng và rất khó khăn khi xác định nó là một chí khủng long. Plateosaurus chi khủng long đi bằng hai chân, nó là động vật ăn cỏ với hộp sọ nhỏ, nằm trên một cái cổ dài linh hoạt, hàm răng sắc nhưng khỏe, đôi chân sau mạnh mẽ và chi trước ngắn nhưng cơ bắp và bàn tay có thể nắm chặt có các vuốt lớn trên ba ngón, mà có thể đã được sử dụng trong việc tìm thức ăn hay dùng để chống trả trước kẻ thủ. Điều bất thường cho một con khủng long, Plateosaurus đã cho thấy sự phát triển linh hoạt: thay vì có một kích thước trưởng thành đồng đều, một cá thể trưởng thành phát triển đầy đủ dài từ 4,8 và 10 mét (16 và 33 ft) và cân nặng từ 600 và 4.000 kilôgam (1.300 và 8.800 lb). Thông thường, loài này sống ít nhất từ 12 đến 20 năm, nhưng tuổi thọ tối đa thì không biết chính xác.
Mặc dù có số lượng lớn hóa thạch và phần lớn chúng đều còn nguyên vẹn, nhưng trong một thời gian dài, Plateosaurus là một chi khủng long hay bị hiểu lầm nhất. Một số nhà nghiên cứu đã đề xuất những giả thuyết cho thấy sự mâu thuẫn giữa chứng cứ địa chất và cổ sinh vật học, nhưng điều này đã trở thành mô hình của quan điểm cộng đồng. Từ năm 1980, việc phân loại (các mối quan hệ), và quá trình trở thành hóa thạch, sinh cơ học (bộ xương của chúng đã hoạt động như thế nào), và Cổ Sinh Học (hoàn cảnh sống) của Plateosaurus đều đã được tái nghiên cứu một cách chi tiết, thay đổi các giả thuyết cơ bản về tư thế và hành vi về chúng trước đây.
Nhờ sự phổ biến phong phú của hóa thạch nó ở miền nam nước Đức, Plateosaurus đã trở thành một trong những loài khủng long nổi tiếng nhất đối với khoa học: hơn 100 bộ xương đã được tìm thấy, một số trong đó đều gần như hoàn chỉnh, nhà cổ sinh vật học Friedrich August Quenstedt đã đặt một biệt danh cho Plateosaurus là Schwäbischer Lindwurm (Con rồng xứ Schwaben)

## Mô tả
Plateosaurus là một thành viên của một nhóm các động vật ăn cỏ đầu tiên được gọi là "prosauropoda". Tên nhóm đã lỗi thời, vì "Prosauropoda" không phải là một nhóm đơn ngành (vì vậy, nó được đưa vào trong dấu ngoặc kép), và hầu hết các nhà nghiên cứu thích sử dụng thuật ngữ cơ bản hơn là Sauropodomorpha cơ sở. Plateosaurus có hình dạng cơ thể của một con khủng long ăn cỏ đi bằng hai chân điển hình: một hộp sọ nhỏ, một cái cổ dài và linh hoạt, bao gồm 10 đốt sống cổ, một cơ thể chắc nịch và một cái dài lưu động, bao gồm ít nhất 40 đốt sống đuôi. Đôi tay của Plateosaurus khá ngắn so với hầu hết các loài "Prosauropoda" khác. Tuy nhiên, cấu tạo cơ thể của nó thiên về tính chất mạnh mẽ, với việc các tay của nó có thể nắm chặt vào bất cứ vật gì. Tráng vai của nó khá hẹp (thường lệch xuống mép xương), với xương đòn chạm vào điểm giữa của cơ thể như ở các loài Sauropodomorpha cơ bản khác. Chân sau được điểu khiển theo cơ thể, đầu gối và mắt cá chân bị uốn cong một chút, vì vậy có thể suy ra đây là loài di chuyển bằng đầu ngón. Tỷ lệ dài ngắn của cổ chân giúp ta biết được Plateosaurus có thể chạy nhanh trên chân sau của nó đến mức nào. Đuôi của Plateosaurus không khắc gì của những con khủng long thông thường, thường rất vạm vỡ và có tính chuyển động cao.
Loài điển hình của chi Plateosaurus là P. engelhardti. Cá thể trưởng thành dài 4,8 đến 10 mét (16 đến 33 ft), và khối lượng từ 600 đến 4.000 kilôgam (1.300 đến 8.800 lb). Một loài khác là P. gracilis (trước đây có tên Sellosaurus gracilis), có kích thước nhỏ hơn với chiều dài tổng cộng 4 đến 5 mét (13 đến 16 ft).

## Phát hiện

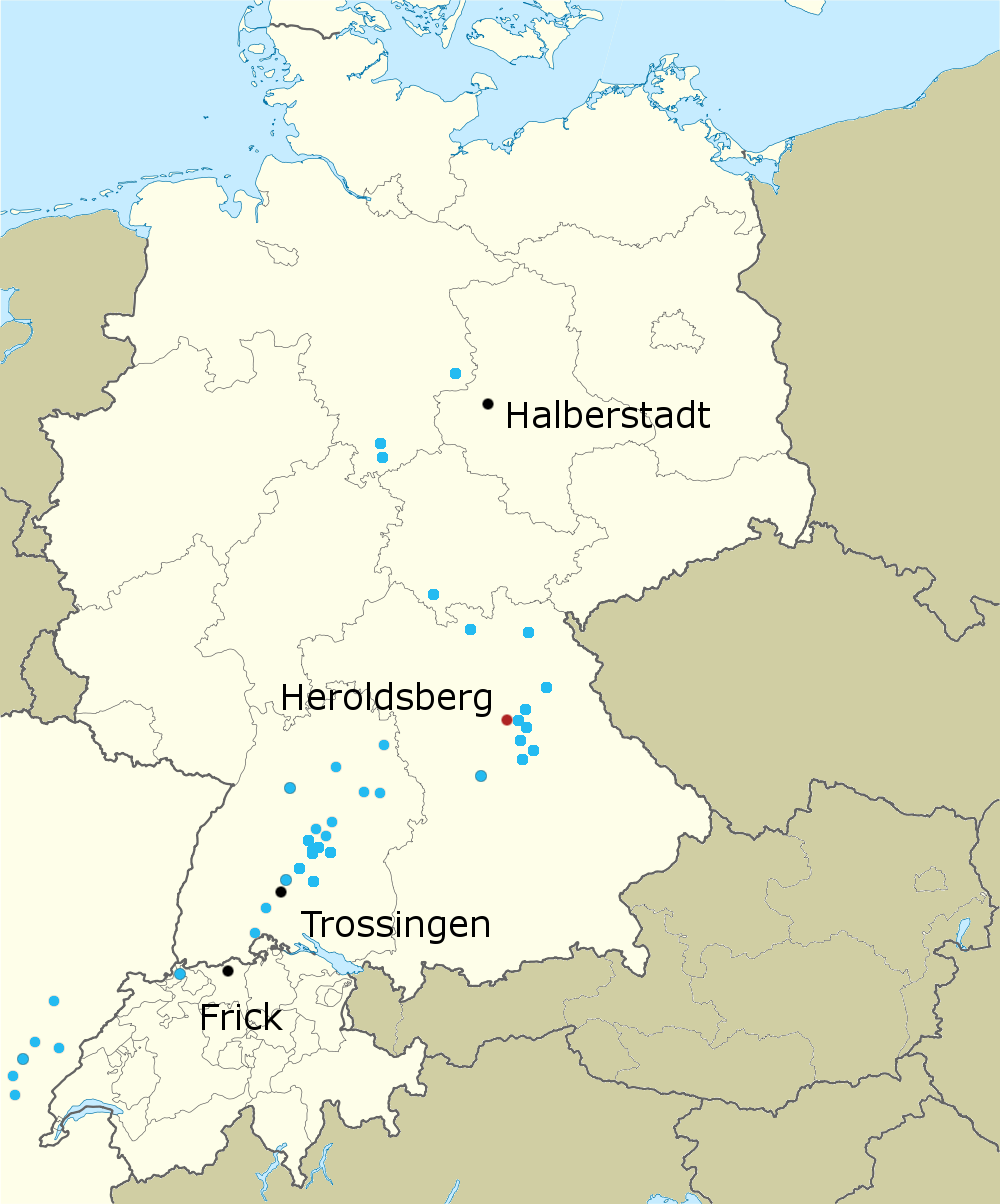
Bản đồ những vùng hóa thạch Plateosaurus quan trọng. Đỏ = có thể là loại điển hình vùng Heroldsberg, đen = vùng quan trọng có nhiều mẫu vật được bảo quản tốt. Các vùng khác màu xanh.

Năm 1834, thầy thuốc Johann Friedrich Engelhardt phát hiện vài đốt sống và xương chân tại Heroldsberg, gần Nuremberg, Đức. Ba năm sau đó, nhà cổ sinh vật học Hermann von Meyer chọn chúng làm mẫu vật điển hình của một chi mới, Plateosaurus. Từ đó, vết tích của hơn 100 cá thể Plateosaurus đã được khám phá ở những khu vực khác nhau trên khắp châu Âu.
Plateosaurus đã được tìm thấy tại hơn 50 vùng thuộc Đức (chủ yếu dọc theo những Thung lũng sông Neckar và Pegnitz), Thụy Sĩ (Frick) và Pháp. Có ba vùng hóa thạch quan trọng, vì chúng chứa số lượng lớn mẫu vật với chất lượng tốt khác thường: gần Halberstadt tại Saxony-Anhalt, Đức; Trossingen ở Baden-Württemberg, Đức; và Frick. Từ thập niên 1910 đến 1930, những cuộc khai quật ở một mỏ đất sét tại Saxony-Anhalt đã giúp tìm ra từ 39 đến 50 bộ xương thuộc về Plateosaurus, cùng với răng và số lượng nhỏ xương của theropoda Liliensternus, hai bộ xương và vài mảnh vỡ của chi rùa Proganochelys. Vài cá thể được xếp vào P. longiceps, một loài được mô tả bởi nhà cổ sinh vật học Otto Jaekel năm 1914 nhưng hiện nay bị xem là đồng nghĩa thứ của P. engelhardti. Museum für Naturkunde tại Berlin tiếp nhận hầu hết các mẫu vật, rất nhiều trong số đó bị phá hủy tại đây vào Thế Chiến II.

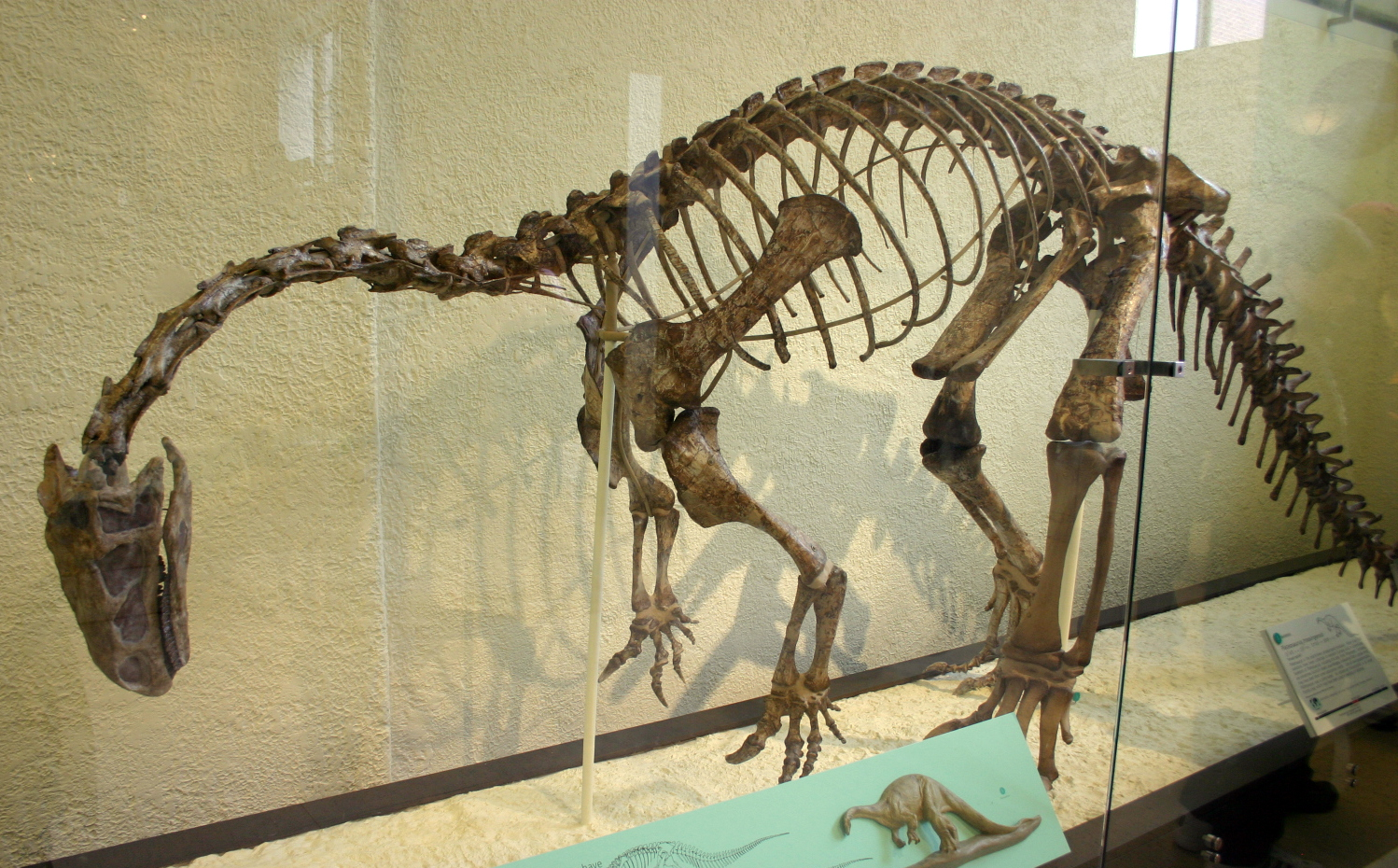
Khung xương phục dựng P. engelhardti (mẫu vật gần hoàn chỉnh AMNH FARB 6810 từ Trossingen, Đức).

Vùng khai quật lớn thứ hai tại Đức, một mỏ ở Trossingen tại Rừng Đen, được đào xới liên tục suốt thế kỷ XX. Từ năm 1911 đến 1932, các nhà cổ sinh vật người Đức Eberhard Fraas (1911–1912), Friedrich von Huene (1921–23), và cuối cùng là Reinhold Seemann (1932) đã tìm ra tại đây 35 bộ xương Plateosaurus hoàn chỉnh hoặc hoàn chỉnh một phần, cũng như những mãnh vỡ rời rạc của 70 hay hơn cá thể. Số lượng lớn mẫu vật ở Schwaben đã khiến nhà cổ sinh vật học Friedrich August von Quenstedt đặt biệt danh cho chi này là Schwäbischer Lindwurm (con rồng xứ Schwaben). Nhiều hóa thạch tại Trossingen bị phá hủy năm 1944, khi Naturaliensammlung tại Stuttgart (tiền thân Bảo tàng lịch sử tự nhiên Stuttgart (SMNS)) bị san phẳng sau cuộc đột kích bằng bom của Quân Đồng Minh. Tuy nhiên, một nghiên cứu năm 2011 bởi người quản lý SMNS Rainer Schoch phát hiện ra rằng, ít nhất từ những cuộc khai vật của Seemann năm 1932, "những hóa thạch có giá trị khoa học nhất vẫn còn đây".